# Символ бата
Символ или знак бата (฿) — типографский символ, который входит в группу «Тайское письмо» (англ. Thai) стандарта Юникод и называется «Тайский символ бата» (англ. Thai currency symbol baht); код — U+0E3F. Используется, главным образом, для представления национальной валюты Таиланда — бата.
Характерные символы, выполняющие эти функции: ฿ • B. Кроме того, для краткого представления бата используются коды стандарта ISO 4217: THB и 764.

## Начертание
Символ «฿» представляет собой заглавную латинскую букву «B», перечёркнутую одной вертикальной линией. Образован от названия денежной единицы «бат» на английском языке (англ. baht).

## Использование
Символ используется, главным образом, для представления национальной валюты Таиланда — бата (англ. baht), однако может служить и для других целей, в частности, для краткого представления криптовалюты биткойн (англ. bitcoin), поскольку символ биткойна (₿) внесён в Юникод только в версии 10.0, вышедшей 20 июня 2017 года.

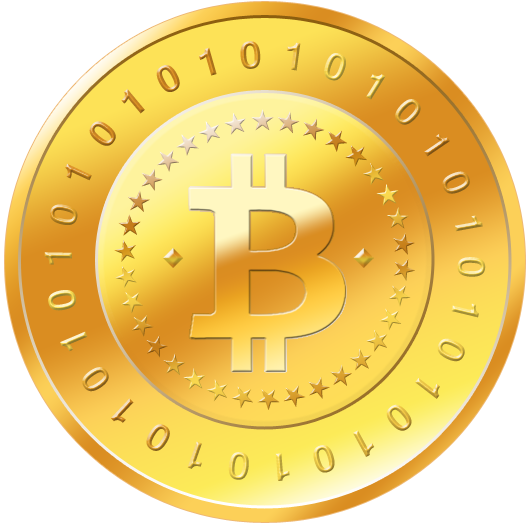
Символ биткойна с двумя вертикальными линиями
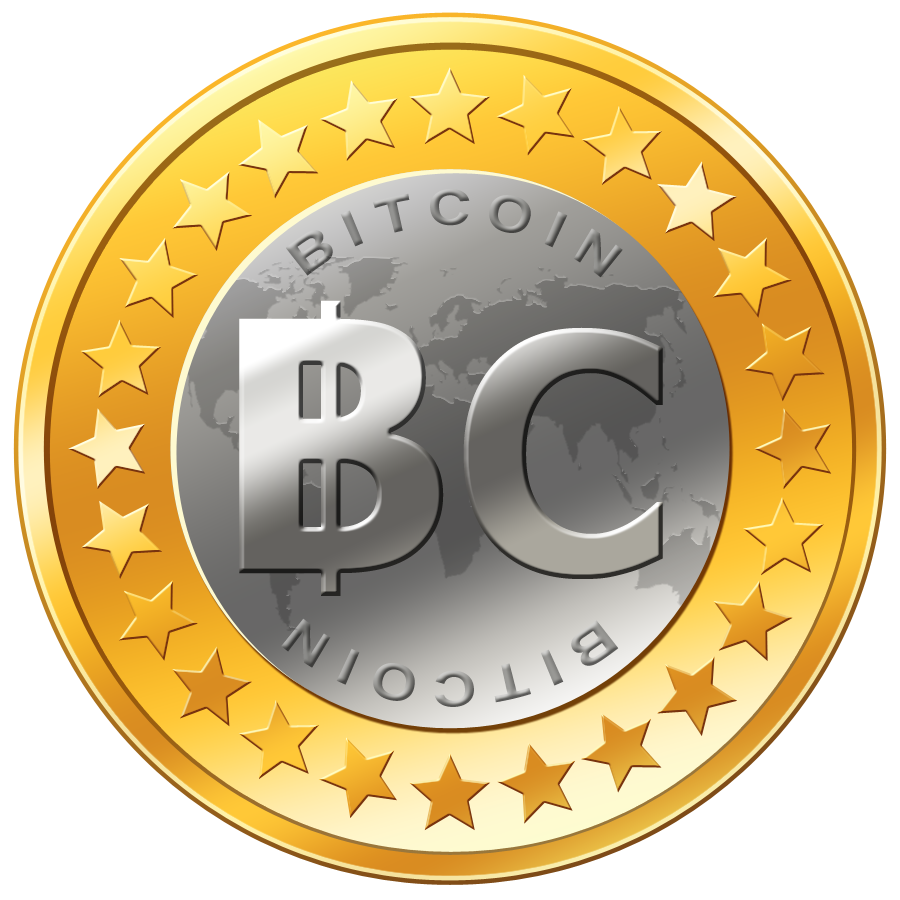
Символ биткойна с одной вертикальной линией